# Lijst van afleveringen van iCarly (seizoen 1)
Het eerste televisieseizoen van iCarly werd uitgezonden op Nickelodeon, van 8 september 2007 tot 25 juli 2008. Het seizoen introduceert de hoofdrolspelers Carly Shay (Miranda Cosgrove), Sam Puckett (Jennette McCurdy) en Freddie Benson (Nathan Kress) vanaf het moment dat ze met de webshow iCarly beginnen. Spencer Shay (Jerry Trainor) wordt hier ook geïntroduceerd als hoofdrolspeler, als de grote broer van Carly.
Er zijn twee dvd's uitgebracht van dit seizoen: iCarly Season 1: Volume 1 en iCarly Season 1: Volume 2.

## Productie
De televisieserie is bedacht door Dan Schneider, tevens uitvoerend producent. Schneider ontwikkelde naast iCarly vele andere televisieseries, waaronder Drake & Josh. De show werd geproduceerd door Schneider's bedrijf, Schneider's Bakery, en Nickelodeon Productions. De serie wordt opgenomen in de Nickelodeon On Sunset-studios in Los Angeles, Californië. Het intronummer "Leave it all to me" werd geschreven door Michael Corcoran en gezongen door Miranda Cosgrove en Drake Bell.

## Afleveringen
- Dit seizoen bestaat uit 25 afleveringen.
- De televisieserie debuteerde op Nickelodeon, op 8 september 2007, met de eerste twee afleveringen.
- Alle afleveringen van dit seizoen werden geproduceerd in de beeldverhouding 14:9. Vervolgens werden ze bijgesneden tot 4:3 en 16:9.
- Dit seizoen werd gefilmd van januari 2007[1] tot september 2007
- Miranda Cosgrove, Jennette McCurdy, Nathan Kress en Jerry Trainor spelen in alle 25 afleveringen.

| Episode | Titel                                                          | Regie              | Script                        | Datum             | Productiecode |
| --- | -------------------------------------------------------------- | ------------------ | ----------------------------- | ----------------- | ------------- |
| 1 | Het Begin (iPilot)                                             | Steve Hoefer       | Dan Schneider                 | 8 september 2007  | 101           |
| In de aflevering iPilot moet Carly zich melden bij de rector, Ted Franklin. Carly neemt de schuld op voor een actie die Sam heeft begaan. Sam heeft het hoofd van Francine Briggs, de lerares van de meisjes, boven op een plaatje van een neushoorn geplakt. Als straf moeten Carly en Sam de schoolaudities houden. Als Freddie de meisjes helpt met de technische spullen, filmt hij op een gegeven moment hoe Carly en Sam grappen maken over Francine. Freddie zet dit stukje per ongeluk op Splashface, een fictieve internetsite ·(vergelijkbaar met YouTube). Carly komt hierachter en ze halen het filmpje eraf. Freddie merkt op dat er veel positieve reacties waren over het filmpje. De volgende dag komen Carly en Sam op school. Francine heeft het filmpje gezien en is boos op de meisjes. Als de drie in de middag thuiskomen, bedenkt Carly een idee over een eigen show. Freddie bedenkt de naam iCarly, i voor internet. Iedereen vindt het een goed idee. Freddie wordt de technische producent van de serie en Carly en Sam gaan de show presenteren. Omdat Francine de 'leuke' filmpjes niet had gekozen voor de talentenshow, nodigen de meisjes de leuke talenten uit voor hun show en iCarly begint dus met het thema Rare Talenten. Gastrollen: Mindy Sterling als Mvr. Briggs, Tim Russ als conrector Ted Franklin, Simon Bernal als Simon, Nate Hartley als Jeb, Brennan Mejia als Brennan Jouberly, Tyger Rawlings als Myron, Colin Spensor als Wesley en Kyle Chavarria |                                                                |                    |                               |                   |               |
| 2 | Ik wil Meer Kijkers (iWant More Viewers)                       | Adam Weissman      | Steve Holland & Steven Molaro | 8 september 2007  | 103           |
| Carly en Sam gaan een uitdaging aan tegen Spencer en Freddie, om iCarly te promoten op de meest originele manier. De verliezer moet de wrat van Lewbert aanraken. Carly en Sam komen met een idee om bij Seattle Beat een spandoek te laten zien. Spencer en Freddie maken daarentegen een elektronisch bord en plaatsen deze bij de snelweg. Door het felle licht worden de automobilisten afgeleid en vindt er een groot ongeluk plaats. Deze mislukte pogingen doen al snel hun ronde bij de kijkers en hebben uiteindelijk een positief effect op de kijkers. Gastrollen: Jeremy Rowley als Lewbert, Jameelah McMillan als Bianca Jay, Christopher Michael als Officier Carl, Kevin Hong als Emmett en Angelyna Martinezna als Lobby moeder |                                                                |                    |                               |                   |               |
| 3 | Dansdromen (iDream of Dance)                                   | Adam Weissman      | Dan Schneider                 | 16 september 2007 | 113           |
| De castleden bedenken een idee voor een danswedstrijd. Kijkers sturen hun dansje in en deze heeft dan kans om in de show uitgezonden te worden. Er worden maar liefst 3000 inzendingen verstuurd. Om binnen een week elke dans te zien, moeten Carly, Sam en Freddie elke dag 500 dansjes zien. Als ze bij de 480 in slaap vallen, komen ze individueel in een droom terecht waar ze een dansje doen. Sam doet een dansje in het nablijflokaal op Schotse doedelzakmuziek, bespeeld door Francine Briggs. Freddie danst bij een droom tegen Zeke, een danser die een kus wil van Carly. Freddie verslaat Zeke en wint Carly uiteindelijk. Carly danst samen met Zeke in haar woonkamer. Ze wordt wakker op de grond en zoekt naar Sam en Freddie. Ze merkt dat alle meubels weg zijn. Als ze wat drinken gaat halen, komt er iemand uit de koelkast. Overal duiken mensen op, waaronder Zeke. Ze worden wakker van Spencer die zijn 'danshelm' heeft gevonden en wil zijn dansje doen. Als de drie weglopen omdat ze moe zijn, gaat Spencer op de bank liggen en valt in slaap. Hij heeft dezelfde droom als Carly. Hij heeft een jurk aan en doet hetzelfde dansje met Zeke, wat er totaal niet uitziet. Gastrollen: Mindy Sterling als mvr. Briggs, Eric Nelson als Zeke, Noah Munck als Gibby, Danielle Carlacci als Courtney, Ashley Ausburn als een meisje en Hayden Bromberg als Darby |                                                                |                    |                               |                   |               |
| 4 | Valse Hoop (iLike Jake)                                        | Steve Hoefer       | Dan Schneider                 | 22 september 2007 | 102           |
| Carly is verliefd op de net gedumpte Jake Krandle. Als Sam een appel tegen Jakes hoofd gooit, geeft ze Carly de schuld en rent ze weg. Ze beginnen een gesprek en Carly nodigt Jake uit bij haar thuis. Eenmaal aangekomen krijgt Jake een aanbod om live op te treden in de show. Later blijkt dat Jake absoluut niet kan zingen. Carly haalt Freddie over om de stem van Jake te vervormen. Als ze de volgende dag op school komen, heeft Jake weer verkering met zijn ex-vriendin. Jake heeft als excuus dat hij niet tussen de relatie van Carly en Freddie wilde komen. Gastrollen: Austin Butler als Jake Krandle en Ashley Ausburn als een meisje |                                                                |                    |                               |                   |               |
| 5 | Ik Wil bij Spencer Blijven (iWanna Stay with Spencer)          | Adam Weissman      | Arthur Gradstein              | 29 september 2007 | 105           |
| Carly wordt bijna onthoofd door een ventilator van hamers, gemaakt door Spencer. Dit werd live uitgezonden in de show en de opa van Carly en Spencer heeft dit ook gezien. Hij komt Carly ophalen om haar te verhuizen naar zijn huis in Yakima. Na veel rumoer wordt Carly uiteindelijk bij Spencer weggehaald. Als het afscheid komt, geeft Spencer een lijst met kenmerken en allergieën van Carly aan opa. Als ze vertrekken, vergeet Spencer de astma-inhaler van Carly en rent naar beneden. Hierdoor beseft opa dat Spencer goed genoeg is om op Carly te passen. Carly hoeft niet mee naar Yakima. Gastrollen: Greg Mullavy als Opa Shay, Carly en Spencer's grootvader |                                                                |                    |                               |                   |               |
| 6 | Nevel (iNevel)                                                 | Steve Hoefer       | Steve Holland                 | 6 oktober 2007    | 104           |
| Nevel runt een invloedrijke website met meer dan vijf miljoen kijkers per dag. Als hij Carly uitnodigt voor een interview, komt ze erachter dat deze Nevel nog maar 11 jaar oud is. Nevel is verliefd op Carly en probeert haar te versieren. Nadat hij Carly een kus op haar wang heeft gegeven, smeert ze tapenade in het gezicht van Nevel. Hij wordt boos en waarschuwt haar voor veel onheil. Op zijn website heeft hij een negatieve blog geschreven over de webshow van de drie. Bij een mislukte poging om hem te slim af te zijn, ontsnapt hij. Op zoek naar een oplossing om een 11-jarig jochie terug te pakken, komen ze al snel met het idee om het te vertellen aan zijn moeder. Nadat ze dit gedaan hebben, krijgt Nevel op zijn kop en schrijft hij een positieve blog. Gastrollen: Reed Alexander als Nevel Papperman |                                                                |                    |                               |                   |               |
| 7 | Helse Halloween (iScream on Halloween)                         | Steve Hoefer       | Jake Farrow                   | 20 oktober 2007   | 114           |
| Lewbert vertelt het trio dat appartement 13B al jaren leeg staat. Omdat het bijna Halloween is, bedenkt Carly dat ze hun show vanuit dit appartement kunnen doen, omdat er spoken wonen. Als ze binnen zijn en beginnen met de show, komen er allemaal rare dingen aan te pas. Het licht valt uit, glas valt stuk, iemand schreeuwt 'GA WEG!' en er ligt bloed op het aanrecht. Uiteindelijk komt ze erachter dat dit allemaal rare trekjes zijn van het huis. Er woont wel iemand in, maar dit is een eenzaam type dat al jaren bij z'n moeder woont. Zijn moeder is doof en schreeuwde 'Ga weg' tegen een insect, dat ze wilde doodslaan met een tennisracket. Het bloed op het aanrecht was haarverf, het glas werd omgegooid door een kat en het licht ging uit door een storing in de lichtknop. Ondertussen is Spencer al een lange tijd bezig met een gigantische pompoen. Hij probeert er een kunstwerk van te maken, maar wordt telkens gestoord door Trick-Or-Treaters. Omdat hij geen snoep in huis heeft, breken de kinderen bij zijn huis in. Spencer verstopt zich in de uitgeholde pompoen. Als hij gebeld wordt door zijn vriend Socko, vinden de kinderen hem en duwen hem in het water, met pompoen en al. Gastrollen: Jeremy Rowley als Lewbert |                                                                |                    |                               |                   |               |
| 8 | Ik Bespioneer een Gemene Lerares (iSpy a Mean Teacher)         | Steve Hoefer       | Steven Molaro                 | 3 november 2007   | 106           |
| Het trio wil graag weten wat gemene leraren doen in hun vrije tijd. Carly en Freddie gaan Francine bespioneren. Als Francine de kamer uit is, wordt Freddie achterna gezeten door een bij en rent hij naar binnen. Carly rent hem achterna. Als Francine terugkomt, rennen de twee snel een andere kamer in. Deze kamer is een fankamer van Randy Jackson, waar Francine een groot fan van is. Sam probeert haar af te leiden door een neptelefoontje over haar zuivelproducten. Francine ontdekt haar en als Carly en Freddie proberen weg te lopen, stapt Freddie op de doedelzak van Francine. Nu ze alle drie gepakt zijn, dreigt Francine met de politie en schorsingen op school. In plaats daarvan biedt ze ook de kans aan om haar te laten optreden in de show, met een doedelzak-nummer. Het trio kiest, tegen ieders zin in, voor het laatste. Als tijdens de show meer dan de helft van de vaste kijkers de show uitzet, bedenkt Carly een idee om Francine voor gek te zetten. Freddie heeft een green screen gekocht. Hij laat het zakken en zet allemaal grappige achtergronden aan, tijdens het optreden van Francine. De volgende dag op school wordt Francine begroet als een koningin door alle leerlingen. Gastrollen: Mindy Sterling als mvr. Briggs, Doug Brochu als Duke, Samantha Aisling als Connie, Libe Barer als Tareen en J.R. Nutt als Jim |                                                                |                    |                               |                   |               |
| 9 | Ik wil een Date met Freddie (iWill Date Freddie)               | Adam Weissman      | Steve Holland                 | 10 november 2007  | 108           |
| Valerie komt als fan in de show en vraagt Freddie of ze samen met hem iets wil eten. Freddie vindt het goed en ze hebben een etentje in het appartement van Carly. Valerie is van plan om ook haar eigen show op te zetten en probeert op een slinkse manier Freddie af te pikken van Carly en Sam. Als Valerie aan Freddie vraagt of hij wil overstappen, geeft hij toe en neemt hij ontslag bij iCarly. Later wordt Sam ook gevraagd om over te stappen en Carly van het internet af te gooien. Sam vertelt dit meteen aan Freddie en Carly. Freddie gelooft haar niet en wordt boos. Later, als iCarly gaat beginnen, loopt Freddie naar binnen en zegt dat hij Valerie heeft gedumpt. Als ze een kijkje nemen op haar site, zien ze dat haar show een grote ramp is. Gastrollen: Carly Bondar als Valerie |                                                                |                    |                               |                   |               |
| 10 | Wereldrecord waanzin (iWant a World Record)                    | Roger Christiansen | Dan Schneider                 | 17 november 2007  | 107           |
| Carly wil het record voor Langste webshow verbreken om in het Jonas Book of World Records te komen. Deze webcast moet langer dan 24 uur en 8 minuten duren. Helaas valt de stroom uit door Spencers nieuwe kunstwerk, een machine-/kunststuk. Hoe dan ook, Spencer breekt het wereldrecord Kunstwerk met de meest bewegende dingen. Hij laat Carly, Sam en Freddie het laatste deel boren, zodat ook zij meewerkten aan het sculptuur en dus ook een vermelding krijgen in het boek. Gastrollen: Bree Michael Warner als Marilyn Raymer |                                                                |                    |                               |                   |               |
| 11 | Dag van Berouw (iRue the Day)                                  | David Kendall      | Dan Schneider                 | 1 december 2007   | 115           |
| Nevel breekt meerdere malen in bij iCarly, tijdens de uitzending. Het trio probeert hierop een virus bij Nevel in zijn computer te plaatsen, maar dit mislukt en Nevel laat de laptop van Freddie crashen. Hij onderbreekt een aantal volgende shows van iCarly. Ondertussen heeft Spencer Tom Higgenson gered en heeft hij als dank zijn telefoonnummer gekregen. Hij haalt hem en zijn band, The Plain White T's, over om te komen spelen in een uitzending van iCarly. Als Nevel weer inbreekt, wordt hij opgepakt door de militaire eenheid. Hij moet excuses maken aan Carly. De Plain White T's treden op in de show en Nevel zal hen niet meer lastigvallen. Gastrollen: Plain White T's als zichzelf en Reed Alexander als Nevel Papperman |                                                                |                    |                               |                   |               |
| 12 | Niet Doorvertellen (iPromise Not to Tell)                      | Steve Hoefer       | Dicky Murphy                  | 12 januari 2008   | 118           |
| Sam heeft in de schoolcomputer ingebroken en de cijfers van Carly, Freddie en haarzelf veranderd. Sam vertelt het aan Carly, nadat ze gezworen heeft dat ze het niet door zal vertellen. Carly wil het eigenlijk gelijk melden aan Ted, maar Sam verbiedt dit. Als Freddie erachter komt, probeert hij het ook te vertellen, maar mag hij het ook niet. Carly wordt helemaal paranoïde, omdat ze het geheim graag wil vertellen, maar niet mag. Uiteindelijk gaat ze naar Ted en vertelt ze dat zij de cijfers heeft veranderd. Freddie zit achter haar, en heeft ook verteld dat hij de cijfers had veranderd. Dan komt Sam binnen en biecht alles op. Gastrollen: Adrain Neil als mr. Devlin en Tim Russ als Principal Franklin |                                                                |                    |                               |                   |               |
| 13 | Mandy (iAm Your Biggest Fan)                                   | Steve Hoefer       | Jake Farrow                   | 19 januari 2008   | 110           |
| Mandy wordt uitgenodigd om als live-publiek de show bij te wonen. Als Mandy arriveert, verbreekt ze heel opzichtig en vaak de show. Ze volgt het trio overal heen, en ze worden een beetje gek van haar. Spencer wordt gevraagd om als drummer te werken voor een band, maar hij kan helemaal niet drummen. Deze band is van Blake. Als Mandy op een gegeven moment bij Carly thuis komt, hoort ze de muziek van de band en wordt ze helemaal gek van die band, in plaats van iCarly. Gastrollen: Aria Wallace als Mandy Valdez |                                                                |                    |                               |                   |               |
| 14 | Gekunstel (iHeart Art)                                         | Adam Weissman      | Arthur Gradstein              | 2 februari 2008   | 109           |
| Spencers grote voorbeeld, Harry Joyner, geeft erg slechte commentaar op de drie kunstwerken van Spencer. Dan neemt Spencer maar een èchte baan. Carly en haar vrienden proberen hem weer terug de oude te krijgen. Tegelijkertijd mag Sam Freddie voor een week niet pesten, want een deal bepaalt dat Freddie per opmerking $5,- van haar krijgt. Harry komt Spencer tegen op zijn werk, hij is tandartsassistent, en vertelt hem dat hij jaloers was op de goeie kwaliteit van de beelden. Spencer neemt ontslag bij de tandarts en gaat aan een project werken voor de tandarts, samen met Harry. Gastrollen: Oliver Muirhead als Harry Joyner |                                                                |                    |                               |                   |               |
| 15 | Ik haat de vriend van Sam (iHate Sam's Boyfriend)              | Roger Christiansen | Dan Schneider                 | 9 februari 2008   | 120           |
| Sam gaat uit met een vriend van Freddie, Jonah. Als ze samen veel tijd hebben doorgebracht krijgt Sam ineens veel meer interesse in hem, dan in de show of haar vrienden. Carly en Freddie proberen om Sam terug te krijgen, wat lukt als Jonah Carly probeert te kussen. Sam hoort dat Carly het tegen Freddie verteld en geeft hem tijdens de show een 'wedgie bounce'. Spencer maakt ondertussen een stop-motionfilm. Gastrollen: Aaron Albert als Jonah |                                                                |                    |                               |                   |               |
| 16 | Kuikens weg (iHatch Chicks)                                    | David Kendall      | Steven Molaro                 | 23 februari 2008  | 111           |
| Het trio broedt voor een scheikunde-project zes eieren uit in een eierwarmer. Via een livestream kunnen de kijkers van iCarly dag en nacht kijken of de eieren al zijn uitgekomen. Als Spencer uit de douche komt met een kuikentje in zijn hand, rennen Carly en Sam naar boven en zien ze dat de eieren zijn uitgekomen. De kuikens zijn daarentegen weg. Ze zetten een grote zoektocht op om de zes kuikens te zoeken. Ze bevinden zich op de raarste plekken, zoals in een muur, achter de koelkast en op een steunbalk. Uiteindelijk lukt het ze net op tijd om alle zes kuikens te vinden. Gastrollen: Doug Brochu als Duke, Colin Spensor als Wesley |                                                                |                    |                               |                   |               |
| 17 | Van Ruilen Komt Huilen (iDon't Wanna Fight)                    | Roger Christiansen | Arthur Gradstein              | 1 maart 2008      | 112           |
| Carly geeft Sam een T-shirt ter gelegenheid van hun 5 jaar-durende vriendschap. Dan ruilt Sam het shirt om voor kaartjes voor haar en Carly voor een concert. Dat eindigt in een ruzie. Freddie probeert het op te lossen. Spencer probeert te onthouden dat hij zijn vis nog moet voeren, wat telkens mislukt. |                                                                |                    |                               |                   |               |
| 18 | Reclame voor Techfoots (iPromote Techfoots)                    | Adam Weissman      | Arthur Gradstein              | 15 maart 2008     | 117           |
| Carly is erg opgewonden als het populaire schoen-merk Daka zijn nieuwe schoen, de Techfoot, wil promoten in de webshow van Carly. Maar als blijkt dat er wat mis is met de Techfoot, krijgt iCarly ineens minder kijkcijfers, wat ertoe leidt dat Carly, Sam en Freddie een manier zoeken om het contract met Daka te verbreken. Spencer probeert een nieuwe manier van reizen te zoeken nadat hij in slaap was gevallen in de bus en in Canada wakker werd. Gastrollen: Liza Del Mundo als Sonya, Kevin Symons als Daka Schoenen Manager en Steve Monroe als Braxley |                                                                |                    |                               |                   |               |
| 19 | (iGot Detention)                                               | Roger Christiansen | Andrew Hill Newman            | 22 maart 2008     | 116           |
| De 50ste aflevering van iCarly staat voor de deur. Sam moet helaas op de dag van deze uitzending nablijven. Freddie bedenkt een plan om de show vanuit het nablijflokaal te doen. Daarvoor moeten ze alle drie iets doen waarvoor ze moeten nablijven. Het lukt Carly om na te blijven, maar Freddie niet. Hij klimt op de dag van de uitzending door het raam naar binnen. De leraar, Mr. Howard, die op de nablijvers let, zit altijd in de lerarenkamer, dus daarvoor hoeven ze niet bang te zijn. Als de uitzending begint, staat er iemand op de uitkijk en krijgt een ander iemand een hoed op met een camera erin, voor het geval dat de leraar terugkomt. De show begint en de leraar komt meerdere malen het lokaal binnen stormen. Op een gegeven moment blijft hij in het lokaal en dreigt hij met fysieke opdrachten, wat streng tegen de schoolregels is. Hij maakt de directeur van de school, Ted Franklin, belachelijk. Als Mr. Howard het lokaal uitloopt, gaat de show verder. Tijdens een schildpaddenrace komt hij binnen en ziet hij iedereen, inclusief Freddie. Hij wordt boos en eist dat iedereen 500 push-ups gaat doen. Dan komt Ted binnen en stuurt hij Mr. Howard naar zijn kantoor. Ted is een groot fan van de show een geeft iedereen vrij van nablijven, en beëindigt, samen met Carly en Sam, de show. Gastrollen: David St. James als mr. Howard en Tim Russ als conrector Franklin                                                                                 |                                                                |                    |                               |                   |               |
| 20 | Ik ga Undercover (iStakeout)                                   | Steve Hoefer       | Andrew Hill Newman            | 5 april 2008      | 121           |
| De politie gebruikt het appartement van de Shay's, dat tegenover een winkel ligt, om te spioneren op de winkelier. Er wordt beweerd dat hij illegale kopieën van dvd's maakt. Ze gebruiken het huis als hun eigen en eten al het voedsel op. Ondertussen verliest Freddie een weddenschap van Sam en moet hij een tatoeage van Sam nemen. Freddie probeert zijn moeder (Marissa Benson, gespeeld door Mary Scheer) te ontwijken, maar ze komt er uiteindelijk toch achter en Freddie krijgt straf. De cast krijgt genoeg van de politie in hun huis en besluiten zelf maar een kijkje te nemen in de winkel. Uiteindelijk blijkt de winkelier geen piraat-dvd's te verkopen, maar dvd's over piraten. Gastrollen: Curtis Armstrong als Clerk |                                                                |                    |                               |                   |               |
| 21 | Ik ga Misschien naar een Andere School (iMight Switch Schools) | David Kendall      | Dicky Murphy                  | 26 april 2008     | 122           |
| Carly krijgt een volledig betaald schooljaar aangeboden voor een exclusieve privéschool, omdat ze geweldige cijfers heeft en beroemd is. Sam en Freddie zijn boos als ze dit bijna aanvaardt. Het zou het einde van iCarly betekenen, omdat Carly dan moest verhuizen. Ondertussen bouwt Spencer een miniatuur golfbaan in het appartement, waar Freddie en Sam een feest geven, op het moment dat de rector van de school, Linda Peeloff, Carly komt keuren. Gastrollen: Noah Munck als Gibby en Lise Simms als mvr. Peeloff |                                                                |                    |                               |                   |               |
| 22 | Ik Scherm (iFence)                                             | Russ Reinsel       | Dan Schneider                 | 10 mei 2008       | 123           |
| Freddie gaat samen met Spencer naar zijn schermclub om te genieten van "mannentijd". Als Spencers rivaal, Doug Toder, ziet hoe goed Freddie is, daagt hij Freddie uit voor een duel. Spencer zegt ja, maar Freddie wil het helemaal niet. Carly is boos op Spencer, omdat hij haar niet hielp toen er visite was, de Dorfmans, een heel rare familie. Ondertussen houden Freddie en Sam een weddenschap dat Sam niet een heel boek kan uitlezen, en deze wint ze. Gastrollen: Daniel Samonas als Doug Toder |                                                                |                    |                               |                   |               |
| 23 | iCarly Van De Buis(iCarly Saves TV)                            | Steve Hoefer       | Jake Farrow                   | 13 juni 2008      | 119           |
| Een producent biedt iCarly een televisiecontract aan, wat ze accepteren. iCarly wordt nu een show op televisie. De producent vind echter dat er veel dingen aangepast kunnen worden. Sam wordt ontslagen, Freddie wordt vervangen en Carly krijgt een nieuwe host (Amber Tate). Carly, Sam en Freddie willen de titelrechten van 'iCarly' terug, maar dit wordt geweigerd. Als het blijkt dat de show, na zijn aanpassingen, flopt, accepteert de producent dat het niks wordt en geeft de rechten terug. iCarly gaat weer verder op het internet. Gastrollen: Jorge Enrique Abello als Producer, Sammi Hanratty als Producer's daughter, Rachel G. Fox als Amber Tate, Mary Scheer als mvr. Benson en Leon Thomas III als Harper |                                                                |                    |                               |                   |               |
| 24 | Ik Wil een Date (iWin a Date)                                  | Steve Hoefer       | Andrew Hill Newman            | 25 juli 2008      | 124           |
| Gibby wil graag een date met Shannon, maar ze heeft meer interesse in Freddie. Carly opent een onderdeel in de show, een date-wedstrijd. Als de kandidaten niet komen opdagen, moeten Sam en Carly meedoen aan de wedstrijd. Als Shannon en Sam beide niet winnen, komt er een plan om een triple-date te houden, Carly en Gibby, Sam en Reuben (een vriend van Gibby) en Shannon en Freddie. De bedoeling hiervan is, om Gibby en Shannon samen te brengen. Ondertussen probeert Spencer een vriendin te krijgen via whynotdateme.com (in het echt stuurt dit internetadres je door naar iCarly.com). Gastrollen: Noah Munck als Gibby en Annamarie Kenoyer als Shannon |                                                                |                    |                               |                   |               |
| 25 | Een Lerares met Liefdesverdriet (iHave a Lovesick Teacher)     | Roger Christiansen | Ethan Banville                | 25 juli 2008      | 125           |
| De drie hoofdrolspelers zitten in een klaslokaal en krijgen een invaller, mvr. Ackerman. Ze is gestrest, omdat ze net gedumpt is door haar vriendje. Ackerman uit haar woede naar de klas en scheldt op Freddie. Als Carly het opneemt voor Freddie, moet ze de klas uit. Spencer wordt naar school gehaald om het uit te praten, maar Ackerman en Spencer worden verliefd. Ze beginnen te daten en sindsdien is mvr. Ackermann heel aardig voor de klas. Als blijkt dat Spencer haar toch niet zo leuk vindt en haar dumpt, is ze nog erger dan voorheen en heeft ze het vooral voorzien op Carly. Om dit probleem op te lossen, vragen Carly en Sam in de show om een oplossing aan de kijkers. Aan het einde wordt mvr. Ackerman gearresteerd voor het illegaal downloaden van muziek. Gastrollen: Jessica Makinson als Lauren Ackerman en Ashley Argota als Kathy |                                                                |                    |                               |                   |               |